# デューン 砂の惑星PART2
『デューン 砂の惑星PART2』（原題: Dune: Part Two）は、2024年のアメリカ合衆国の叙事詩的スペースオペラ映画。監督はドゥニ・ヴィルヌーヴ、脚本はヴィルヌーヴとジョン・スペイツが務めた。フランク・ハーバートの1965年の小説『デューン砂の惑星』を映画化した、2021年の『DUNE/デューン 砂の惑星』に次ぐ2部作の2作目。レジェンダリー・エンターテインメントが製作し、ワーナー・ブラザース・ピクチャーズが配給した。

## あらすじ
皇帝シャッダム4世は、アトレイデス公爵家の殲滅に密かに加担し、塞ぎ込みながらもハルコンネン家のアラキス復帰を黙認した。皇帝の息女イルーラン姫は、ポール・アトレイデスの生存の可能性に気づきつつ、騒動の記録を綴り始めた。
惑星アラキスでは、謀殺されたレト・アトレイデス公爵の愛妾レディ・ジェシカが、世継ぎの息子ポールと共に星外へ落ち延びようと考えていた。母の意に反し、皇帝に挑戦する覚悟のポール。そのためにはフレメンの手を借りてハルコンネン家によるメランジ採掘を妨害し、存在を誇示する必要があった。ポールのサポートに徹するために、フレメンの宗教的な「教母」の地位を継ぐことを承諾するレディ・ジェシカ。 
教団に鍛えられたベネ・ゲセリットが「教母」を継ぐと、過去の何十世代の「教母」の記憶を全て引き継ぐことになる。更にフレメンの「教母」交代の儀式では砂虫から抽出した猛毒の「命の水」を飲む必要があり、その結果、ジェシカが妊娠していたお腹の娘は胎児でありながら「教母」として目覚め、母体と心で会話する存在となった。
ポールこそフレメンが待望する救世主「リサーン・アル＝ガイブ(外の世界から来る救い主)」だという教えを広めるレディ・ジェシカ。更にジェシカは、ポールが「命の水」を飲み、救世主となる試練に挑むことを強く望んだ。しかし、予知夢を見て、何十億という人間が大戦によって死ぬ未来を知ったポールは、自分がそのきっかけとなることを嫌い、救世主と名乗る事を拒み続けた。
ムアディブ(砂漠のネズミ)という戦闘名でフレメンを率い、ハルコンネンによるメランジ採掘を妨害するポール。ハルコンネン男爵の甥で残虐非道なファイド・ラウサが新アラキス総督として赴任した。フレメンのリーダー会議が開かれることとなり、その場で発言することを「心に響く声(過去のベネ・ゲセリットや先祖たち)」に促されるポール。皇帝やハルコンネン家と戦うために武力が必要なポールは、ついに「命の水」を飲む試練に挑んだ。
クイサック・ハデラッハ(救世主)として覚醒するポール。断片的だった予知は完成し、数百万のフレメンの戦士を統括したポールは、アトレイデス男爵として皇帝に挑戦状を送った。アラキスに乗り込み、ハルコンネン軍がフレメンによって殲滅される現場を目撃する皇帝やイルーラン姫。
皇帝と取り巻きたちを追い詰め、決闘を挑むポール。老いた皇帝の代理として名乗り出たファイド・ラウサを、ポールは死闘の末に倒し勝利した。父皇帝の助命と引き換えに結婚を承諾し、ポールを次期皇帝と認めるイルーラン姫。ポールと恋仲のチャニは政略結婚と理解しつつも、苛立ちを隠せず立ち去って行った。
それぞれが惑星を治め爵位を持つ大領家(諸侯)連合は、急な事変によるポールの皇位継承を認めなかった。大領家連合の艦隊と戦うために、宇宙船で飛び立つフレメンの軍隊。ここに宇宙の覇権を賭けた大いなる戦いが始まろうとしていた。

## キャスト
ポール・アトレイデス
演 - ティモシー・シャラメ、日本語吹替 - 入野自由
主人公。アトレイデス公爵家の後継者。フレメンからは“ムアディブ”と呼ばれている。
チャニ
演 - ゼンデイヤ、日本語吹替 - 内田真礼
フレメンの一人であり、ポールの恋人。
レディ・ジェシカ
演 - レベッカ・ファーガソン、日本語吹替 - 皆川純子
ポールの母。レト・アトレイデス公爵の愛妾であり、帝国の真実を語る女性のみで結成された秘密結社ベネ・ゲセリットのメンバー。
ガーニイ・ハレック
演 - ジョシュ・ブローリン、日本語吹替 - 大塚芳忠
消息を絶ったアトレイデス公爵家の武術指南役。
フェイド＝ラウサ・ハルコンネン
演 - オースティン・バトラー、日本語吹替 - 木村昴
ラッバーンに代わりアラキスの統治を継ぐ予定の、ハルコンネン男爵の若き甥。
皇女イルーラン
演 - フローレンス・ピュー、日本語吹替 - 早見沙織
皇帝の娘。
ラッバーン・ハルコンネン
演 - デイヴ・バウティスタ、日本語吹替 - 立木文彦
ハルコンネン男爵の甥。残虐な性格の持ち主。
皇帝シャッダム4世
演 - クリストファー・ウォーケン、日本語吹替 - 池田秀一
コリノ家の皇帝。
レディ・マーゴット・フェンリング
演 - レア・セドゥ、日本語吹替 - 藤井ゆきよ
ベネ・ゲセリットのメンバーで、皇帝の親友。
ウラディミール・ハルコンネン男爵
演 - ステラン・スカルスガルド、日本語吹替 - 勝部演之
レト公爵の宿敵だったハルコンネン男爵家の当代男爵。過度の肥満。
ガイウス・ヘレネ・モヒアム
演 - シャーロット・ランプリング、日本語吹替 - 野沢由香里
ベネ・ゲセリットの教母。
スティルガー
演 - ハビエル・バルデム、日本語吹替 - 大塚明夫
フレメンの部族長。
シシャクリ
演 - スエイラ・ヤクーブ、日本語吹替 - Lynn
フレメンの戦士。
ジャミス
演 - バブス・オルサンモクン、日本語吹替 - 高木渉
フレメンの男。ポールと決闘で闘い敗れ死亡した。
アリア・アトレイデス
演 - アニャ・テイラー＝ジョイ（クレジットなし）、日本語吹替 - 花澤香菜
この他に、本作にはスフィル・ハワト役でスティーヴン・マッキンリー・ヘンダーソン、役名不明の役でティム・ブレイク・ネルソンが出演していたものの出演シーンはカットされ、特別協力としてクレジットされるに留まった。

## 公開
当初は2023年11月3日の劇場公開を予定していたが、俳優組合（SAG-AFTRA）によるストライキの影響で配給会社のワーナー・ブラザース作品の公開スケジュールが同年8月に見直され、2024年3月15日に変更となった。ストライキ終結後の2023年11月に公開日時が2週間繰り上げとなり、2024年3月1日に変更となった。
日本についても当初は2024年3月20日からの公開を予定していたが、2023年12月に公開日時が5日繰り上げとなり、2024年3月15日に変更となった。
2024年2月6日には、メキシコシティのナショナル・オーディトリアムでプレミアイベントが行われた。その後、2月15日にはロンドンのオデオン・ラックス・レスター・スクエアでワールドプレミアが開催された。

## 評価

### 興行収入
公開から3週間足らずで、世界累計興行収入が前作の4億3,392万ドルを上回り、4億9,471万ドルを突破した。アメリカでは、新型コロナ感染症の影響を受けた前作対比2倍の収入を上げており、世界各国ではイギリス、中国、ドイツ、フランス、オーストラリア、韓国の順に高いパフォーマンスを見せている。
Deadlineによれば、日本では3月8日〜10日に行われた先行上映を含め、170万ドル（2億5,319万円、1ドル148.96円換算）を記録。前作のオープニング成績から22％増の数字となった。またIMAXでの世界累計興収は全体の約5分の1を占める1億400万ドルで、日本ではオープニング成績の45％がIMAXからの売り上げとなった。
本作のヒットによって、シリーズの世界累計興行収入が10億ドルを突破した。また『ウォンカとチョコレート工場のはじまり』を上回り、ティモシー・シャラメ主演作史上最高の興行収入となった。
ドゥニ・ヴィルヌーヴは、 6月1日に開催されたカナダ・スクリーン・アワードにてアカデミー・アイコン賞を受賞した際に、上半期の間に本作が保持する2024年興行収入1位を更新する作品が現れなかったことを「まだ1位であることに失望しています。早く他の興行でも成功してほしいのです。遅かれ早かれ、この夏の興行成績がもっと良くなることを願っています」と語った。しかし、その後『インサイド・ヘッド2』が公開からわずか2週間で世界累計興収7億2400万ドルに到達し、本作が樹立した7億1100万ドルを追い抜き、記録を更新した。

### 批評
映画批評集積サイトのRotten Tomatoesには407件のレビューがあり、批評家支持率は93%、平均点は10点満点で8.4点となっている。観客支持率は95%、平均点は5点満点で4.7点となっている。サイト側による批評家の見解の要約は「視覚的にスリリングで、物語的も壮大な『デューン 砂の惑星 PART2』は、ドゥニ・ヴィルヌーヴによる愛すべきSFシリーズの続編で、壮大な映画化」となっている。また、Metacriticには62件のレビューがあり、加重平均値は79/100となっている。
スティーヴン・スピルバーグは、全米監督協会のポッドキャスト「Director’s Cut（原題）」にて、ドゥニ・ヴィルヌーヴと対談した際に、「今まで観た中で最も見事なSF映画のひとつ」と本作を絶賛した。
クリストファー・ノーランは、「もし（前作の）『DUNE/デューン 砂の惑星』が『スター・ウォーズ』だとしたら、このPART2は“帝国の逆襲”だと思う。『スター・ウォーズ』シリーズの中で一番好きな作品だ。それにPART1で描かれたすべてが信じられないほどエキサイティングに展開していると思った。」と称賛した。また、バラエティ誌のインタビューでは「奇跡的な脚本だ」とし、続けて「（原作の）後半部分を取り上げて、物語に驚くべき結末をもたらした…本当に素晴らしい作品です」「ほとんどの脚色は、物事を凝縮して単純化するプロセスです。二作目を観て感じたことは、これをさらに掘り下げ、複雑な部分に踏み込み、それらを受け入れて原作以上の世界観を構築したことです」と語った。
ジェームズ・キャメロンは、「デヴィッド・リンチ版『デューン/砂の惑星』の翻案は残念だった。それはハーバートの小説の力強さを欠いていた。ヴィルヌーヴの映画ははるかに説得力がある。登場人物はうまく描写されており、非常に識別しやすい。純粋な映画（Pure Cinema）だ。」と語った。
シカゴ・サンタイムズ紙の映画批評家であるリチャード・ローパーは、この映画に4つ星のうち3つ星を与え、技術面と物語面を称賛し、「ドゥニ・ヴィルヌーヴ監督の『デューン 砂の惑星 PART2』では、驚異的で没入感のあるオスカー級の撮影、編集、作曲、視覚効果、美術デザイン、音響に驚嘆する一方で、これがクレイジーな物語であることを随所で思い知らされる」と述べた。
また『ゴジラ-1.0』でアカデミー視覚効果賞を受賞した山崎貴は、「ストーリー！映像！演技！世界観！音楽！効果音！VFX！どちらを向いても素晴らしすぎて心はまだ惑星アラキスから帰って来れません。スクリーンで繰り広げられる事全てが本物でした。」と絶賛。
『メタルギア』シリーズや『DEATH STRANDING』などを手掛けたゲームクリエイターの小島秀夫は、「本作は、まさに”これが映画だ！“としか言えない､生きるために必要な“スパイス”だ。このドゥニの傑作は、サブスクの普及をかなり遅らせる”抵抗運動（レジスタンス）“になるだろう。」とコメントを寄せた。
アメリカの若者向け雑誌『コンプレックス』が「2024年映画ベスト15（The 15 Best Movies of 2024）」を発表し、そこで『デューン 砂の惑星 PART2』が第1位に選出された。記事には「ドゥニ・ヴィルヌーヴは『デューン 砂の惑星 PART2』で単なる続編を作ったわけではない。真の意味で全身全霊の映画体験を提供し、2024年最高の映画の座を確固たるものにした。（中略）あらゆる意味で壮大で、脳と心臓と五感を一度に刺激する稀有な超大作だ。2024年最高の映画というだけでなく、この先何年も語り継がれる映画となるだろう」と書かれた。
また、ロサンゼルス・タイムズが「2024年の映画ベストテン（the best movie of 2024）」を発表し、『デューン 砂の惑星 PART2』を首位に選出した。ランキングを作成した映画評論家のエイミー・ニコルソンは、本作について「単なるSF大作を超え、現代の不安を映し出す映画だ」と評価。原作者フランク・ハーバートが描いた救世主の物語を、ヴィルヌーヴ監督が宗教的狂信や環境破壊など、現代の問題に置き換えて描いた点を高く評価している。
海外の映画レビューサイトLetterboxdで、『デューン 砂の惑星 PART2』が2024年で最も評価された映画となった。「アクション・アドベンチャー映画」と「SF映画」の部門でも1位となっており、このことについてドゥニ・ヴィルヌーヴは「今夜はぐっすり眠れそうです。映画愛好家や映画ファンが、映画リストや愛や情熱を共有するコミュニティ、Letterboxd コミュニティがあるという考えは、映画の未来に希望を与えてくれます。」と答えた。
映画レビューサイトRotten Tomatoesで最高得点を得た映画にのみ贈られる"Golden Tomato Award"（ゴールデン・トマト賞）最優秀作品賞を『デューン 砂の惑星 PART2』が受賞した。また「ワイドリリース賞」と「SF映画賞」でも1位を獲得した。

### 受賞とノミネート
| 年   | 映画賞                                             | 部門                                   | 対象                                          | 結果       |
| ---- | -------------------------------------------------- | -------------------------------------- | --------------------------------------------- | ---------- |
| 2024 | 第7回アストラ・ミッドシーズン映画賞                | 作品賞                                 | デューン 砂の惑星 PART2                       | 受賞       |
| 2024 | 第7回アストラ・ミッドシーズン映画賞                | 監督賞                                 | ドゥニ・ヴィルヌーヴ                          | 受賞       |
| 2024 | 第7回アストラ・ミッドシーズン映画賞                | 主演男優賞                             | ティモシー・シャラメ                          | ノミネート |
| 2024 | 第7回アストラ・ミッドシーズン映画賞                | 助演男優賞                             | オースティン・バトラー                        | 受賞       |
| 2024 | 第7回アストラ・ミッドシーズン映画賞                | 助演女優賞                             | レベッカ・ファーガソン                        | ノミネート |
| 2024 | 第7回アストラ・ミッドシーズン映画賞                | 脚本賞                                 | ドゥニ・ヴィルヌーヴ ジョン・スペイツ         | ノミネート |
| 2024 | 第7回アストラ・ミッドシーズン映画賞                | スタント賞                             | デューン 砂の惑星 PART2                       | ノミネート |
| 2024 | キッズ・チョイス・アワード                         | お気に入りの映画女優賞                 | ゼンデイヤ                                    | ノミネート |
| 2024 | キッズ・チョイス・アワード                         | お気に入りの悪役賞                     | オースティン・バトラー                        | ノミネート |
| 2024 | ゴッサム賞                                         | ディレクター・トリビュート             | ドゥニ・ヴィルヌーヴ                          | 受賞       |
| 2024 | ワシントンD.C.映画批評家協会賞                     | 監督賞                                 | ドゥニ・ヴィルヌーヴ                          | ノミネート |
| 2024 | ワシントンD.C.映画批評家協会賞                     | アンサンブル演技賞                     | デューン 砂の惑星 PART2                       | ノミネート |
| 2024 | ワシントンD.C.映画批評家協会賞                     | 脚色賞                                 | ドゥニ・ヴィルヌーヴ ジョン・スペイツ         | ノミネート |
| 2024 | ワシントンD.C.映画批評家協会賞                     | 撮影賞                                 | グリーグ・フレイザー                          | ノミネート |
| 2024 | ワシントンD.C.映画批評家協会賞                     | 編集賞                                 | ジョー・ウォーカー                            | 受賞       |
| 2024 | ワシントンD.C.映画批評家協会賞                     | 美術賞                                 | パトリス・ヴァーメット                        | ノミネート |
| 2024 | ワシントンD.C.映画批評家協会賞                     | スタント賞                             | デューン 砂の惑星 PART2                       | ノミネート |
| 2024 | サンディエゴ映画批評家協会賞                       | 作品賞                                 | デューン 砂の惑星 PART2                       | 次点       |
| 2024 | サンディエゴ映画批評家協会賞                       | 監督賞                                 | ドゥニ・ヴィルヌーヴ                          | 受賞       |
| 2024 | サンディエゴ映画批評家協会賞                       | アンサンブル演技賞                     | デューン 砂の惑星 PART2                       | ノミネート |
| 2024 | サンディエゴ映画批評家協会賞                       | 脚色賞                                 | ドゥニ・ヴィルヌーヴ ジョン・スペイツ         | ノミネート |
| 2024 | サンディエゴ映画批評家協会賞                       | 撮影賞                                 | グリーグ・フレイザー                          | ノミネート |
| 2024 | サンディエゴ映画批評家協会賞                       | 編集賞                                 | ジョー・ウォーカー                            | ノミネート |
| 2024 | サンディエゴ映画批評家協会賞                       | 美術賞                                 | パトリス・ヴァーメット                        | ノミネート |
| 2024 | サンディエゴ映画批評家協会賞                       | 衣装デザイン賞                         | ジャクリーン・ウェスト                        | ノミネート |
| 2024 | サンディエゴ映画批評家協会賞                       | 視覚効果賞                             | デューン 砂の惑星 PART2                       | ノミネート |
| 2024 | サンディエゴ映画批評家協会賞                       | 録音賞                                 | デューン 砂の惑星 PART2                       | 受賞       |
| 2024 | サンディエゴ映画批評家協会賞                       | 音楽賞                                 | デューン 砂の惑星 PART2                       | ノミネート |
| 2024 | サンディエゴ映画批評家協会賞                       | スタント賞                             | デューン 砂の惑星 PART2                       | ノミネート |
| 2024 | 第37回シカゴ映画批評家協会賞                       | 撮影賞                                 | グリーグ・フレイザー                          | ノミネート |
| 2024 | 第37回シカゴ映画批評家協会賞                       | 美術賞                                 | パトリス・ヴァーメット                        | ノミネート |
| 2024 | 第37回シカゴ映画批評家協会賞                       | 衣装デザイン賞                         | ジャクリーン・ウェスト                        | ノミネート |
| 2024 | 第37回シカゴ映画批評家協会賞                       | 視覚効果賞                             | デューン 砂の惑星 PART2                       | ノミネート |
| 2024 | 第37回シカゴ映画批評家協会賞                       | 作曲賞                                 | ハンス・ジマー                                | ノミネート |
| 2024 | アストラ映画賞                                     | 作品賞                                 | デューン 砂の惑星 PART2                       | ノミネート |
| 2024 | アストラ映画賞                                     | 監督賞                                 | ドゥニ・ヴィルヌーヴ                          | ノミネート |
| 2024 | アストラ映画賞                                     | キャスト・アンサンブル賞               | デューン 砂の惑星 PART2                       | ノミネート |
| 2024 | アストラ映画賞                                     | 脚色賞                                 | ドゥニ・ヴィルヌーヴ ジョン・スペイツ         | 受賞       |
| 2024 | アストラ映画賞                                     | 撮影賞                                 | グリーグ・フレイザー                          | 受賞       |
| 2024 | アストラ映画賞                                     | 編集賞                                 | ジョー・ウォーカー                            | ノミネート |
| 2024 | アストラ映画賞                                     | 美術賞                                 | パトリス・ヴァーメット                        | ノミネート |
| 2024 | アストラ映画賞                                     | 衣装デザイン賞                         | ジャクリーン・ウェスト                        | ノミネート |
| 2024 | アストラ映画賞                                     | メイクアップ&ヘアスタイリング賞        | デューン 砂の惑星 PART2                       | ノミネート |
| 2024 | アストラ映画賞                                     | 視覚効果賞                             | デューン 砂の惑星 PART2                       | 受賞       |
| 2024 | アストラ映画賞                                     | 録音賞                                 | デューン 砂の惑星 PART2                       | 受賞       |
| 2024 | アストラ映画賞                                     | 作曲賞                                 | ハンス・ジマー                                | ノミネート |
| 2024 | アストラ映画賞                                     | スタント賞                             | デューン 砂の惑星 PART2                       | ノミネート |
| 2024 | アストラ映画賞                                     | スタント・コーディネーター賞           | デューン 砂の惑星 PART2                       | ノミネート |
| 2024 | アストラ映画賞                                     | キャスティング賞                       | デューン 砂の惑星 PART2                       | ノミネート |
| 2024 | アストラ映画賞                                     | マーケティング・キャンペーン賞         | デューン 砂の惑星 PART2                       | ノミネート |
| 2024 | フェニックス・オンライン映画批評家協会賞           | 撮影賞                                 | グリーグ・フレイザー                          | ノミネート |
| 2024 | フェニックス・オンライン映画批評家協会賞           | 作曲賞                                 | ハンス・ジマー                                | ノミネート |
| 2024 | フェニックス・オンライン映画批評家協会賞           | SF映画賞                               | デューン 砂の惑星 PART2                       | 受賞       |
| 2024 | ラスベガス映画批評家協会賞                         | 作品賞                                 | デューン 砂の惑星 PART2                       | 受賞       |
| 2024 | ラスベガス映画批評家協会賞                         | 監督賞                                 | ドゥニ・ヴィルヌーヴ                          | 受賞       |
| 2024 | ラスベガス映画批評家協会賞                         | 脚色賞                                 | ドゥニ・ヴィルヌーヴ ジョン・スペイツ         | ノミネート |
| 2024 | ラスベガス映画批評家協会賞                         | 撮影賞                                 | グリーグ・フレイザー                          | 受賞       |
| 2024 | ラスベガス映画批評家協会賞                         | 編集賞                                 | ジョー・ウォーカー                            | 受賞       |
| 2024 | ラスベガス映画批評家協会賞                         | 作曲賞                                 | ハンス・ジマー                                | 受賞       |
| 2024 | ラスベガス映画批評家協会賞                         | 衣装デザイン賞                         | ジャクリーン・ウェスト                        | ノミネート |
| 2024 | ラスベガス映画批評家協会賞                         | 美術賞                                 | パトリス・ヴァーメット                        | ノミネート |
| 2024 | ラスベガス映画批評家協会賞                         | 視覚効果賞                             | デューン 砂の惑星 PART2                       | 受賞       |
| 2024 | ラスベガス映画批評家協会賞                         | アクション映画賞                       | デューン 砂の惑星 PART2                       | ノミネート |
| 2024 | ラスベガス映画批評家協会賞                         | アンサンブル演技賞                     | デューン 砂の惑星 PART2                       | ノミネート |
| 2024 | ラスベガス映画批評家協会賞                         | スタント賞                             | デューン 砂の惑星 PART2                       | ノミネート |
| 2024 | ラスベガス映画批評家協会賞                         | ウィリアム・ホールデン生涯功労賞       | ハンス・ジマー                                | 受賞       |
| 2024 | ボストン・オンライン映画批評家協会賞               | 作品賞                                 | デューン 砂の惑星 PART2                       | 受賞       |
| 2024 | ボストン・オンライン映画批評家協会賞               | 編集賞                                 | ジョー・ウォーカー                            | 受賞       |
| 2024 | 第21回セントルイス映画批評家協会賞                 | 作品賞                                 | デューン 砂の惑星 PART2                       | 受賞       |
| 2024 | 第21回セントルイス映画批評家協会賞                 | 監督賞                                 | ドゥニ・ヴィルヌーヴ                          | 受賞       |
| 2024 | 第21回セントルイス映画批評家協会賞                 | 脚色賞                                 | ドゥニ・ヴィルヌーヴ ジョン・スペイツ         | 次点       |
| 2024 | 第21回セントルイス映画批評家協会賞                 | 撮影賞                                 | グリーグ・フレイザー                          | 次点       |
| 2024 | 第21回セントルイス映画批評家協会賞                 | 衣装デザイン賞                         | ジャクリーン・ウェスト                        | ノミネート |
| 2024 | 第21回セントルイス映画批評家協会賞                 | 編集賞                                 | ジョー・ウォーカー                            | ノミネート |
| 2024 | 第21回セントルイス映画批評家協会賞                 | 美術賞                                 | パトリス・ヴァーメット                        | ノミネート |
| 2024 | 第21回セントルイス映画批評家協会賞                 | 作曲賞                                 | ハンス・ジマー                                | ノミネート |
| 2024 | 第21回セントルイス映画批評家協会賞                 | 視覚効果賞                             | デューン 砂の惑星 PART2                       | 受賞       |
| 2024 | 第21回セントルイス映画批評家協会賞                 | アンサンブル演技賞                     | デューン 砂の惑星 PART2                       | ノミネート |
| 2024 | 第21回セントルイス映画批評家協会賞                 | アクション映画賞                       | デューン 砂の惑星 PART2                       | 次点       |
| 2024 | 第21回セントルイス映画批評家協会賞                 | シーン賞                               | デューン 砂の惑星 PART2 - Riding the Sandworm | ノミネート |
| 2024 | 第23回サンフランシスコ・ベイエリア映画批評家協会賞 | 脚色賞                                 | ドゥニ・ヴィルヌーヴ ジョン・スペイツ         | ノミネート |
| 2024 | 第23回サンフランシスコ・ベイエリア映画批評家協会賞 | 撮影賞                                 | グリーグ・フレイザー                          | ノミネート |
| 2024 | 第23回サンフランシスコ・ベイエリア映画批評家協会賞 | 美術賞                                 | パトリス・ヴァーメット                        | ノミネート |
| 2024 | フェニックス映画批評家協会賞                       | 編集賞                                 | ジョー・ウォーカー                            | 受賞       |
| 2024 | フェニックス映画批評家協会賞                       | 美術賞                                 | パトリス・ヴァーメット                        | 受賞       |
| 2024 | フェニックス映画批評家協会賞                       | 視覚効果賞                             | デューン 砂の惑星 PART2                       | 受賞       |
| 2024 | インディアナ映画批評家協会賞                       | 作品賞                                 | デューン 砂の惑星 PART2                       | ノミネート |
| 2024 | インディアナ映画批評家協会賞                       | 脚色賞                                 | ドゥニ・ヴィルヌーヴ ジョン・スペイツ         | ノミネート |
| 2024 | インディアナ映画批評家協会賞                       | アンサンブル演技賞                     | デューン 砂の惑星 PART2                       | ノミネート |
| 2024 | インディアナ映画批評家協会賞                       | 編集賞                                 | ジョー・ウォーカー                            | ノミネート |
| 2024 | インディアナ映画批評家協会賞                       | 撮影賞                                 | グリーグ・フレイザー                          | ノミネート |
| 2024 | インディアナ映画批評家協会賞                       | スタント/振付賞                        | ロジャー・ユアン タニヤ・ラポイント           | ノミネート |
| 2024 | インディアナ映画批評家協会賞                       | 視覚効果賞                             | デューン 砂の惑星 PART2                       | ノミネート |
| 2024 | ニューヨーク・オンライン映画批評家協会賞           | 音楽賞                                 | デューン 砂の惑星 PART2                       | ノミネート |
| 2024 | ニューヨーク・オンライン映画批評家協会賞           | 撮影賞                                 | グリーグ・フレイザー                          | ノミネート |
| 2024 | サテライト賞                                       | 作品賞（ドラマ部門）                   | デューン 砂の惑星 PART2                       | ノミネート |
| 2024 | サテライト賞                                       | 監督賞                                 | ドゥニ・ヴィルヌーヴ                          | ノミネート |
| 2024 | サテライト賞                                       | 作曲賞                                 | ハンス・ジマー                                | ノミネート |
| 2024 | サテライト賞                                       | 撮影賞                                 | グリーグ・フレイザー                          | ノミネート |
| 2024 | サテライト賞                                       | 編集賞                                 | ジョー・ウォーカー                            | ノミネート |
| 2024 | サテライト賞                                       | 録音＆音響効果賞                       | デューン 砂の惑星 PART2                       | ノミネート |
| 2024 | サテライト賞                                       | 視覚効果賞                             | デューン 砂の惑星 PART2                       | ノミネート |
| 2024 | サテライト賞                                       | 美術賞                                 | パトリス・ヴァーメット                        | ノミネート |
| 2024 | サテライト賞                                       | 衣装デザイン賞                         | ジャクリーン・ウェスト                        | ノミネート |
| 2024 | 2024シアトル映画批評家協会賞                       | 作品賞                                 | デューン 砂の惑星 PART2                       | ノミネート |
| 2024 | 2024シアトル映画批評家協会賞                       | 監督賞                                 | ドゥニ・ヴィルヌーヴ                          | ノミネート |
| 2024 | 2024シアトル映画批評家協会賞                       | アンサンブル演技賞                     | デューン 砂の惑星 PART2                       | ノミネート |
| 2024 | 2024シアトル映画批評家協会賞                       | 撮影賞                                 | グリーグ・フレイザー                          | ノミネート |
| 2024 | 2024シアトル映画批評家協会賞                       | 編集賞                                 | ジョー・ウォーカー                            | ノミネート |
| 2024 | 2024シアトル映画批評家協会賞                       | 美術賞                                 | パトリス・ヴァーメット                        | ノミネート |
| 2024 | 2024シアトル映画批評家協会賞                       | 衣装デザイン賞                         | ジャクリーン・ウェスト                        | ノミネート |
| 2024 | 2024シアトル映画批評家協会賞                       | 視覚効果賞                             | デューン 砂の惑星 PART2                       | 受賞       |
| 2024 | 2024シアトル映画批評家協会賞                       | 悪役賞                                 | フェイド=ラウサ・ハルコンネン                 | ノミネート |
| 2024 | 2024シアトル映画批評家協会賞                       | アクションコレオグラフィ賞             | デューン 砂の惑星 PART2                       | ノミネート |
| 2024 | 第33回サウスイースタン映画批評家協会賞             | 撮影賞                                 | グリーグ・フレイザー                          | 受賞       |
| 2024 | 第30回ダラス・フォートワース映画批評家協会賞       | 作品賞                                 | デューン 砂の惑星 PART2                       | 次点       |
| 2024 | 第30回ダラス・フォートワース映画批評家協会賞       | 監督賞                                 | ドゥニ・ヴィルヌーヴ                          | 次点       |
| 2024 | 第30回ダラス・フォートワース映画批評家協会賞       | 撮影賞                                 | グリーグ・フレイザー                          | 受賞       |
| 2024 | フロリダ映画批評家協会賞                           | 脚色賞                                 | ドゥニ・ヴィルヌーヴ ジョン・スペイツ         | ノミネート |
| 2024 | フロリダ映画批評家協会賞                           | 撮影賞                                 | グリーグ・フレイザー                          | ノミネート |
| 2024 | フロリダ映画批評家協会賞                           | 美術賞                                 | パトリス・ヴァーメット                        | ノミネート |
| 2024 | フロリダ映画批評家協会賞                           | 視覚効果賞                             | デューン 砂の惑星 PART2                       | 受賞       |
| 2024 | フロリダ映画批評家協会賞                           | 作曲/サウンドトラック賞                | ハンス・ジマー                                | ノミネート |
| 2024 | オンライン女性映画批評家協会賞                     | 脚色賞                                 | ドゥニ・ヴィルヌーヴ ジョン・スペイツ         | ノミネート |
| 2024 | オンライン女性映画批評家協会賞                     | 撮影賞                                 | グリーグ・フレイザー                          | ノミネート |
| 2024 | オンライン女性映画批評家協会賞                     | 衣装デザイン賞                         | ジャクリーン・ウェスト                        | ノミネート |
| 2024 | オンライン女性映画批評家協会賞                     | 視覚効果賞                             | デューン 砂の惑星 PART2                       | 受賞       |
| 2024 | オンライン女性映画批評家協会賞                     | スタント賞                             | デューン 砂の惑星 PART2                       | ノミネート |
| 2024 | UK映画批評家協会賞                                 | 作品賞                                 | デューン 砂の惑星 PART2                       | 受賞       |
| 2024 | UK映画批評家協会賞                                 | 監督賞                                 | ドゥニ・ヴィルヌーヴ                          | 受賞       |
| 2024 | ノーステキサス映画批評家協会賞                     | 作品賞                                 | デューン 砂の惑星 PART2                       | ノミネート |
| 2024 | ノーステキサス映画批評家協会賞                     | 監督賞                                 | ドゥニ・ヴィルヌーヴ                          | 受賞       |
| 2024 | ノーステキサス映画批評家協会賞                     | 撮影賞                                 | グリーグ・フレイザー                          | ノミネート |
| 2024 | ノーステキサス映画批評家協会賞                     | アンサンブル演技賞                     | デューン 砂の惑星 PART2                       | ノミネート |
| 2025 | セントラルフロリダ映画批評家協会賞                 | 監督賞                                 | ドゥニ・ヴィルヌーヴ                          | 受賞       |
| 2025 | セントラルフロリダ映画批評家協会賞                 | 撮影賞                                 | グリーグ・フレイザー                          | 受賞       |
| 2025 | セントラルフロリダ映画批評家協会賞                 | 作曲賞                                 | ハンス・ジマー                                | 次点       |
| 2025 | セントラルフロリダ映画批評家協会賞                 | 録音賞                                 | デューン 砂の惑星 PART2                       | 受賞       |
| 2025 | セントラルフロリダ映画批評家協会賞                 | 編集賞                                 | ジョー・ウォーカー                            | 次点       |
| 2025 | セントラルフロリダ映画批評家協会賞                 | 美術賞                                 | パトリス・ヴァーメット                        | 次点       |
| 2025 | セントラルフロリダ映画批評家協会賞                 | 視覚効果賞                             | デューン 砂の惑星 PART2                       | 受賞       |
| 2025 | セントラルフロリダ映画批評家協会賞                 | 衣装デザイン賞                         | ジャクリーン・ウェスト                        | 次点       |
| 2025 | コロンバス映画批評家協会賞                         | 作品賞                                 | デューン 砂の惑星 PART2                       | ノミネート |
| 2025 | コロンバス映画批評家協会賞                         | 監督賞                                 | ドゥニ・ヴィルヌーヴ                          | ノミネート |
| 2025 | コロンバス映画批評家協会賞                         | アンサンブル演技賞                     | デューン 砂の惑星 PART2                       | ノミネート |
| 2025 | コロンバス映画批評家協会賞                         | アクター・オブ・ザ・イヤー             | ゼンデイヤ（チャレンジャーズと合わせて）      | ノミネート |
| 2025 | コロンバス映画批評家協会賞                         | 脚色賞                                 | ドゥニ・ヴィルヌーヴ ジョン・スペイツ         | ノミネート |
| 2025 | コロンバス映画批評家協会賞                         | 撮影賞                                 | グリーグ・フレイザー                          | ノミネート |
| 2025 | コロンバス映画批評家協会賞                         | 作曲賞                                 | ハンス・ジマー                                | ノミネート |
| 2025 | ノースカロライナ映画批評家協会賞                   | 作品賞                                 | デューン 砂の惑星 PART2                       | ノミネート |
| 2025 | ノースカロライナ映画批評家協会賞                   | 監督賞                                 | ドゥニ・ヴィルヌーヴ                          | 受賞       |
| 2025 | ノースカロライナ映画批評家協会賞                   | アンサンブル演技賞                     | デューン 砂の惑星 PART2                       | ノミネート |
| 2025 | ノースカロライナ映画批評家協会賞                   | 脚色賞                                 | ドゥニ・ヴィルヌーヴ ジョン・スペイツ         | ノミネート |
| 2025 | ノースカロライナ映画批評家協会賞                   | 撮影賞                                 | グリーグ・フレイザー                          | ノミネート |
| 2025 | ノースカロライナ映画批評家協会賞                   | 編集賞                                 | ジョー・ウォーカー                            | ノミネート |
| 2025 | ノースカロライナ映画批評家協会賞                   | 美術賞                                 | パトリス・ヴァーメット                        | ノミネート |
| 2025 | ノースカロライナ映画批評家協会賞                   | 衣装デザイン賞                         | ジャクリーン・ウェスト                        | ノミネート |
| 2025 | ノースカロライナ映画批評家協会賞                   | ヘア＆メイクアップ賞                   | デューン 砂の惑星 PART2                       | ノミネート |
| 2025 | ノースカロライナ映画批評家協会賞                   | 視覚効果賞                             | デューン 砂の惑星 PART2                       | 受賞       |
| 2025 | ノースカロライナ映画批評家協会賞                   | 録音賞                                 | デューン 砂の惑星 PART2                       | 受賞       |
| 2025 | オクラホマ映画批評家協会賞                         | 作品賞トップ10                         | デューン 砂の惑星 PART2                       | 受賞       |
| 2025 | ディスカッシングフィルム批評家賞                   | 作品賞                                 | デューン 砂の惑星 PART2                       | ノミネート |
| 2025 | ディスカッシングフィルム批評家賞                   | 監督賞                                 | ドゥニ・ヴィルヌーヴ                          | ノミネート |
| 2025 | ディスカッシングフィルム批評家賞                   | アンサンブル演技賞                     | デューン 砂の惑星 PART2                       | 銅賞       |
| 2025 | ディスカッシングフィルム批評家賞                   | スタント・アンサンブル賞               | デューン 砂の惑星 PART2                       | ノミネート |
| 2025 | ディスカッシングフィルム批評家賞                   | 脚色賞                                 | ドゥニ・ヴィルヌーヴ ジョン・スペイツ         | ノミネート |
| 2025 | ディスカッシングフィルム批評家賞                   | 撮影賞                                 | グリーグ・フレイザー                          | ノミネート |
| 2025 | ディスカッシングフィルム批評家賞                   | 作曲賞                                 | ハンス・ジマー                                | ノミネート |
| 2025 | ディスカッシングフィルム批評家賞                   | 衣装デザイン賞                         | ジャクリーン・ウェスト                        | ノミネート |
| 2025 | ディスカッシングフィルム批評家賞                   | 美術賞                                 | パトリス・ヴァーメット                        | ノミネート |
| 2025 | ディスカッシングフィルム批評家賞                   | 録音賞                                 | デューン 砂の惑星 PART2                       | 受賞       |
| 2025 | ディスカッシングフィルム批評家賞                   | メイクアップ＆ヘアスタイリング賞       | デューン 砂の惑星 PART2                       | ノミネート |
| 2025 | ディスカッシングフィルム批評家賞                   | 視覚効果賞                             | デューン 砂の惑星 PART2                       | 受賞       |
| 2025 | カンザスシティ映画批評家協会賞                     | 作品賞                                 | デューン 砂の惑星 PART2                       | 次点       |
| 2025 | カンザスシティ映画批評家協会賞                     | 監督賞                                 | ドゥニ・ヴィルヌーヴ                          | ノミネート |
| 2025 | カンザスシティ映画批評家協会賞                     | 主演男優賞                             | ティモシー・シャラメ                          | ノミネート |
| 2025 | カンザスシティ映画批評家協会賞                     | 脚色賞                                 | ドゥニ・ヴィルヌーヴ ジョン・スペイツ         | ノミネート |
| 2025 | カンザスシティ映画批評家協会賞                     | 撮影賞                                 | グリーグ・フレイザー                          | ノミネート |
| 2025 | カンザスシティ映画批評家協会賞                     | 作曲賞                                 | ハンス・ジマー                                | ノミネート |
| 2025 | カンザスシティ映画批評家協会賞                     | SF／ファンタジー／ホラー映画賞         | デューン 砂の惑星 PART2                       | 次点       |
| 2025 | カンザスシティ映画批評家協会賞                     | スタント・アンサンブル賞               | デューン 砂の惑星 PART2                       | ノミネート |
| 2025 | ウエスタン・ニューヨーク映画批評家協会賞           | 作品賞                                 | デューン 砂の惑星 PART2                       | ノミネート |
| 2025 | ウエスタン・ニューヨーク映画批評家協会賞           | 撮影賞                                 | グリーグ・フレイザー                          | ノミネート |
| 2025 | ウエスタン・ニューヨーク映画批評家協会賞           | 編集賞                                 | ジョー・ウォーカー                            | ノミネート |
| 2025 | 第82回ゴールデングローブ賞                         | 作品賞（ドラマ部門）                   | デューン 砂の惑星 PART2                       | ノミネート |
| 2025 | 第82回ゴールデングローブ賞                         | 作曲賞                                 | ハンス・ジマー                                | ノミネート |
| 2025 | オースティン映画批評家協会賞                       | 作品賞                                 | デューン 砂の惑星 PART2                       | ノミネート |
| 2025 | オースティン映画批評家協会賞                       | 監督賞                                 | ドゥニ・ヴィルヌーヴ                          | ノミネート |
| 2025 | オースティン映画批評家協会賞                       | アンサンブル演技賞                     | デューン 砂の惑星 PART2                       | ノミネート |
| 2025 | オースティン映画批評家協会賞                       | 脚色賞                                 | ドゥニ・ヴィルヌーヴ ジョン・スペイツ         | ノミネート |
| 2025 | オースティン映画批評家協会賞                       | 撮影賞                                 | グリーグ・フレイザー                          | ノミネート |
| 2025 | オースティン映画批評家協会賞                       | 編集賞                                 | ジョー・ウォーカー                            | ノミネート |
| 2025 | オースティン映画批評家協会賞                       | 作曲賞                                 | ハンス・ジマー                                | ノミネート |
| 2025 | オースティン映画批評家協会賞                       | スタント賞                             | デューン 砂の惑星 PART2                       | ノミネート |
| 2025 | ジョージア映画批評家協会賞                         | 作品賞                                 | デューン 砂の惑星 PART2                       | 次点       |
| 2025 | ジョージア映画批評家協会賞                         | 監督賞                                 | ドゥニ・ヴィルヌーヴ                          | 受賞       |
| 2025 | ジョージア映画批評家協会賞                         | 脚色賞                                 | ドゥニ・ヴィルヌーヴ ジョン・スペイツ         | ノミネート |
| 2025 | ジョージア映画批評家協会賞                         | 撮影賞                                 | グリーグ・フレイザー                          | 受賞       |
| 2025 | ジョージア映画批評家協会賞                         | 美術賞                                 | パトリス・ヴァーメット                        | 次点       |
| 2025 | ジョージア映画批評家協会賞                         | 作曲賞                                 | ハンス・ジマー                                | 次点       |
| 2025 | ジョージア映画批評家協会賞                         | アンサンブル演技賞                     | デューン 砂の惑星 PART2                       | ノミネート |
| 2025 | 女性映画ジャーナリスト同盟                         | 撮影賞                                 | グリーグ・フレイザー                          | ノミネート |
| 2025 | 女性映画ジャーナリスト同盟                         | スタント演技賞                         | アレックス・ジェイ（ゼンデイヤ）              | ノミネート |
| 2025 | ミネソタ映画批評家協会賞                           | 作品賞                                 | デューン 砂の惑星 PART2                       | ノミネート |
| 2025 | ミネソタ映画批評家協会賞                           | 監督賞                                 | ドゥニ・ヴィルヌーヴ                          | ノミネート |
| 2025 | ミネソタ映画批評家協会賞                           | アンサンブル演技賞                     | デューン 砂の惑星 PART2                       | ノミネート |
| 2025 | ミネソタ映画批評家協会賞                           | 脚色賞                                 | ドゥニ・ヴィルヌーヴ ジョン・スペイツ         | ノミネート |
| 2025 | ミネソタ映画批評家協会賞                           | 編集賞                                 | ジョー・ウォーカー                            | ノミネート |
| 2025 | ミネソタ映画批評家協会賞                           | 撮影賞                                 | グリーグ・フレイザー                          | ノミネート |
| 2025 | ミネソタ映画批評家協会賞                           | 作曲賞                                 | ハンス・ジマー                                | ノミネート |
| 2025 | ミネソタ映画批評家協会賞                           | 衣装デザイン賞                         | ジャクリーン・ウェスト                        | ノミネート |
| 2025 | ミネソタ映画批評家協会賞                           | 美術賞                                 | パトリス・ヴァーメット                        | 受賞       |
| 2025 | ミネソタ映画批評家協会賞                           | 録音賞                                 | デューン 砂の惑星 PART2                       | 受賞       |
| 2025 | ミネソタ映画批評家協会賞                           | 視覚効果賞                             | デューン 砂の惑星 PART2                       | 受賞       |
| 2025 | ミネソタ映画批評家協会賞                           | スタント演技賞                         | アレックス・ジェイ（ゼンデイヤ）              | ノミネート |
| 2025 | ミュージック・シティ映画批評家協会賞               | 作品賞                                 | デューン 砂の惑星 PART2                       | 受賞       |
| 2025 | ミュージック・シティ映画批評家協会賞               | 監督賞                                 | ドゥニ・ヴィルヌーヴ                          | 受賞       |
| 2025 | ミュージック・シティ映画批評家協会賞               | アンサンブル演技賞                     | デューン 砂の惑星 PART2                       | ノミネート |
| 2025 | ミュージック・シティ映画批評家協会賞               | 作曲賞                                 | ハンス・ジマー                                | ノミネート |
| 2025 | ミュージック・シティ映画批評家協会賞               | 録音賞                                 | デューン 砂の惑星 PART2                       | 受賞       |
| 2025 | ミュージック・シティ映画批評家協会賞               | 撮影賞                                 | グリーグ・フレイザー                          | ノミネート |
| 2025 | ミュージック・シティ映画批評家協会賞               | 美術賞                                 | パトリス・ヴァーメット                        | ノミネート |
| 2025 | ミュージック・シティ映画批評家協会賞               | 編集賞                                 | ジョー・ウォーカー                            | ノミネート |
| 2025 | ミュージック・シティ映画批評家協会賞               | スタント賞                             | デューン 砂の惑星 PART2                       | ノミネート |
| 2025 | ミュージック・シティ映画批評家協会賞               | アクション映画賞                       | デューン 砂の惑星 PART2                       | 受賞       |
| 2025 | ユタ映画批評家協会賞                               | 作品賞                                 | デューン 砂の惑星 PART2                       | ノミネート |
| 2025 | ユタ映画批評家協会賞                               | 監督賞                                 | ドゥニ・ヴィルヌーヴ                          | 次点       |
| 2025 | ユタ映画批評家協会賞                               | 撮影賞                                 | グリーグ・フレイザー                          | ノミネート |
| 2025 | ユタ映画批評家協会賞                               | 編集賞                                 | ジョー・ウォーカー                            | ノミネート |
| 2025 | ユタ映画批評家協会賞                               | 視覚効果賞                             | デューン 砂の惑星 PART2                       | ノミネート |
| 2025 | ユタ映画批評家協会賞                               | 作曲賞                                 | ハンス・ジマー                                | ノミネート |
| 2025 | プエルトリコ映画批評家協会賞                       | 作品賞                                 | デューン 砂の惑星 PART2                       | 次点       |
| 2025 | プエルトリコ映画批評家協会賞                       | 監督賞                                 | ドゥニ・ヴィルヌーヴ                          | 次点       |
| 2025 | プエルトリコ映画批評家協会賞                       | 脚色賞                                 | ドゥニ・ヴィルヌーヴ ジョン・スペイツ         | ノミネート |
| 2025 | プエルトリコ映画批評家協会賞                       | アクション映画賞                       | デューン 砂の惑星 PART2                       | ノミネート |
| 2025 | プエルトリコ映画批評家協会賞                       | 作曲賞                                 | ハンス・ジマー                                | 次点       |
| 2025 | プエルトリコ映画批評家協会賞                       | 編集賞                                 | ジョー・ウォーカー                            | ノミネート |
| 2025 | プエルトリコ映画批評家協会賞                       | 撮影賞                                 | グリーグ・フレイザー                          | 次点       |
| 2025 | プエルトリコ映画批評家協会賞                       | 視覚効果賞                             | デューン 砂の惑星 PART2                       | 次点       |
| 2025 | プエルトリコ映画批評家協会賞                       | 録音賞                                 | デューン 砂の惑星 PART2                       | 受賞       |
| 2025 | プエルトリコ映画批評家協会賞                       | 美術賞                                 | パトリス・ヴァーメット                        | ノミネート |
| 2025 | プエルトリコ映画批評家協会賞                       | 衣装デザイン賞                         | ジャクリーン・ウェスト                        | ノミネート |
| 2025 | ハワイ映画批評家協会賞                             | 脚色賞                                 | ドゥニ・ヴィルヌーヴ ジョン・スペイツ         | ノミネート |
| 2025 | ハワイ映画批評家協会賞                             | 編集賞                                 | ジョー・ウォーカー                            | ノミネート |
| 2025 | ハワイ映画批評家協会賞                             | 撮影賞                                 | グリーグ・フレイザー                          | ノミネート |
| 2025 | ハワイ映画批評家協会賞                             | 美術賞                                 | パトリス・ヴァーメット                        | ノミネート |
| 2025 | ハワイ映画批評家協会賞                             | 作曲賞                                 | ハンス・ジマー                                | ノミネート |
| 2025 | ハワイ映画批評家協会賞                             | 視覚効果賞                             | デューン 砂の惑星 PART2                       | ノミネート |
| 2025 | ハワイ映画批評家協会賞                             | スタント賞                             | デューン 砂の惑星 PART2                       | ノミネート |
| 2025 | ハワイ映画批評家協会賞                             | SF映画賞                               | デューン 砂の惑星 PART2                       | ノミネート |
| 2025 | ノースダコタ映画批評家協会賞                       | 撮影賞                                 | グリーグ・フレイザー                          | ノミネート |
| 2025 | ノースダコタ映画批評家協会賞                       | 衣装デザイン賞                         | ジャクリーン・ウェスト                        | ノミネート |
| 2025 | ノースダコタ映画批評家協会賞                       | 視覚効果賞                             | デューン 砂の惑星 PART2                       | 受賞       |
| 2025 | ノースダコタ映画批評家協会賞                       | 美術賞                                 | パトリス・ヴァーメット                        | ノミネート |
| 2025 | ノースダコタ映画批評家協会賞                       | 録音賞                                 | デューン 砂の惑星 PART2                       | 受賞       |
| 2025 | ヒューストン映画批評家協会賞                       | 作品賞                                 | デューン 砂の惑星 PART2                       | ノミネート |
| 2025 | ヒューストン映画批評家協会賞                       | 監督賞                                 | ドゥニ・ヴィルヌーヴ                          | ノミネート |
| 2025 | ヒューストン映画批評家協会賞                       | 撮影賞                                 | グリーグ・フレイザー                          | ノミネート |
| 2025 | ヒューストン映画批評家協会賞                       | 作曲賞                                 | ハンス・ジマー                                | ノミネート |
| 2025 | ヒューストン映画批評家協会賞                       | 視覚効果賞                             | デューン 砂の惑星 PART2                       | 受賞       |
| 2025 | ヒューストン映画批評家協会賞                       | スタント・コーディネーション・チーム賞 | デューン 砂の惑星 PART2                       | ノミネート |
| 2025 | ポートランド映画批評家協会賞                       | 作品賞                                 | デューン 砂の惑星 PART2                       | 次点       |
| 2025 | ポートランド映画批評家協会賞                       | 監督賞                                 | ドゥニ・ヴィルヌーヴ                          | ノミネート |
| 2025 | ポートランド映画批評家協会賞                       | アンサンブル演技賞                     | デューン 砂の惑星 PART2                       | ノミネート |
| 2025 | ポートランド映画批評家協会賞                       | 撮影賞                                 | グリーグ・フレイザー                          | ノミネート |
| 2025 | ポートランド映画批評家協会賞                       | 編集賞                                 | ジョー・ウォーカー                            | ノミネート |
| 2025 | ポートランド映画批評家協会賞                       | 美術賞                                 | パトリス・ヴァーメット                        | ノミネート |
| 2025 | ポートランド映画批評家協会賞                       | 衣装デザイン賞                         | ジャクリーン・ウェスト                        | ノミネート |
| 2025 | ポートランド映画批評家協会賞                       | 視覚効果賞                             | デューン 砂の惑星 PART2                       | 受賞       |
| 2025 | ポートランド映画批評家協会賞                       | 録音賞                                 | デューン 砂の惑星 PART2                       | 受賞       |
| 2025 | ポートランド映画批評家協会賞                       | 作曲賞                                 | ハンス・ジマー                                | ノミネート |
| 2025 | ポートランド映画批評家協会賞                       | SF映画賞                               | デューン 砂の惑星 PART2                       | 受賞       |
| 2025 | シカゴ・インディーズ批評家ウィンディ賞             | スタジオ映画賞                         | デューン 砂の惑星 PART2                       | 受賞       |
| 2025 | シカゴ・インディーズ批評家ウィンディ賞             | 監督賞                                 | ドゥニ・ヴィルヌーヴ                          | ノミネート |
| 2025 | シカゴ・インディーズ批評家ウィンディ賞             | 脚色賞                                 | ドゥニ・ヴィルヌーヴ ジョン・スペイツ         | ノミネート |
| 2025 | シカゴ・インディーズ批評家ウィンディ賞             | アンサンブル演技賞                     | デューン 砂の惑星 PART2                       | ノミネート |
| 2025 | シカゴ・インディーズ批評家ウィンディ賞             | 撮影賞                                 | グリーグ・フレイザー                          | ノミネート |
| 2025 | シカゴ・インディーズ批評家ウィンディ賞             | 衣装デザイン賞                         | ジャクリーン・ウェスト                        | ノミネート |
| 2025 | シカゴ・インディーズ批評家ウィンディ賞             | 編集賞                                 | ジョー・ウォーカー                            | ノミネート |
| 2025 | シカゴ・インディーズ批評家ウィンディ賞             | 録音賞                                 | デューン 砂の惑星 PART2                       | 受賞       |
| 2025 | シカゴ・インディーズ批評家ウィンディ賞             | 視覚効果賞                             | デューン 砂の惑星 PART2                       | 受賞       |
| 2025 | シカゴ・インディーズ批評家ウィンディ賞             | スタント賞                             | デューン 砂の惑星 PART2                       | ノミネート |
| 2025 | デンヴァー映画批評家協会賞                         | 作品賞                                 | デューン 砂の惑星 PART2                       | 受賞       |
| 2025 | デンヴァー映画批評家協会賞                         | 監督賞                                 | ドゥニ・ヴィルヌーヴ                          | ノミネート |
| 2025 | デンヴァー映画批評家協会賞                         | 脚色賞                                 | ドゥニ・ヴィルヌーヴ ジョン・スペイツ         | 受賞       |
| 2025 | デンヴァー映画批評家協会賞                         | アンサンブル演技賞                     | デューン 砂の惑星 PART2                       | ノミネート |
| 2025 | デンヴァー映画批評家協会賞                         | 撮影賞                                 | グリーグ・フレイザー                          | ノミネート |
| 2025 | デンヴァー映画批評家協会賞                         | 視覚効果賞                             | デューン 砂の惑星 PART2                       | 受賞       |
| 2025 | デンヴァー映画批評家協会賞                         | 録音賞                                 | デューン 砂の惑星 PART2                       | ノミネート |
| 2025 | デンヴァー映画批評家協会賞                         | 作曲賞                                 | ハンス・ジマー                                | ノミネート |
| 2025 | デンヴァー映画批評家協会賞                         | SF映画賞                               | デューン 砂の惑星 PART2                       | 受賞       |
| 2025 | デンヴァー映画批評家協会賞                         | スタント賞                             | デューン 砂の惑星 PART2                       | ノミネート |
| 2025 | サテライト賞                                       | 作品賞（ドラマ部門）                   | デューン 砂の惑星 PART2                       | ノミネート |
| 2025 | サテライト賞                                       | 監督賞                                 | ドゥニ・ヴィルヌーヴ                          | ノミネート |
| 2025 | サテライト賞                                       | 撮影賞                                 | グリーグ・フレイザー                          | 受賞       |
| 2025 | サテライト賞                                       | 編集賞                                 | ジョー・ウォーカー                            | 受賞       |
| 2025 | サテライト賞                                       | 美術賞                                 | パトリス・ヴァーメット                        | ノミネート |
| 2025 | サテライト賞                                       | 衣装デザイン賞                         | ジャクリーン・ウェスト                        | ノミネート |
| 2025 | サテライト賞                                       | 視覚効果賞                             | デューン 砂の惑星 PART2                       | ノミネート |
| 2025 | サテライト賞                                       | 録音賞                                 | デューン 砂の惑星 PART2                       | ノミネート |
| 2025 | サテライト賞                                       | 作曲賞                                 | ハンス・ジマー                                | ノミネート |
| 2025 | 第28回オンライン映画批評家協会賞                   | 作品賞                                 | デューン 砂の惑星 PART2                       | ノミネート |
| 2025 | 第28回オンライン映画批評家協会賞                   | 監督賞                                 | ドゥニ・ヴィルヌーヴ                          | ノミネート |
| 2025 | 第28回オンライン映画批評家協会賞                   | 脚色賞                                 | ドゥニ・ヴィルヌーヴ ジョン・スペイツ         | ノミネート |
| 2025 | 第28回オンライン映画批評家協会賞                   | 撮影賞                                 | グリーグ・フレイザー                          | 受賞       |
| 2025 | 第28回オンライン映画批評家協会賞                   | 編集賞                                 | ジョー・ウォーカー                            | ノミネート |
| 2025 | 第28回オンライン映画批評家協会賞                   | 美術賞                                 | パトリス・ヴァーメット                        | 受賞       |
| 2025 | 第28回オンライン映画批評家協会賞                   | 衣装デザイン賞                         | ジャクリーン・ウェスト                        | 受賞       |
| 2025 | 第28回オンライン映画批評家協会賞                   | 視覚効果賞                             | デューン 砂の惑星 PART2                       | 受賞       |
| 2025 | 第28回オンライン映画批評家協会賞                   | 作曲賞                                 | ハンス・ジマー                                | ノミネート |
| 2025 | 第28回オンライン映画批評家協会賞                   | 技術功労賞（録音）                     | デューン 砂の惑星 PART2                       | 受賞       |
| 2025 | 第45回ロンドン映画批評家協会賞                     | 監督賞                                 | ドゥニ・ヴィルヌーヴ                          | ノミネート |
| 2025 | 第45回ロンドン映画批評家協会賞                     | 技術賞（視覚効果）                     | デューン 砂の惑星 PART2                       | ノミネート |
| 2025 | 第30回クリティクス・チョイス・アワード             | 作品賞                                 | デューン 砂の惑星 PART2                       | ノミネート |
| 2025 | 第30回クリティクス・チョイス・アワード             | 監督賞                                 | ドゥニ・ヴィルヌーヴ                          | ノミネート |
| 2025 | 第30回クリティクス・チョイス・アワード             | 脚色賞                                 | ドゥニ・ヴィルヌーヴ ジョン・スペイツ         | ノミネート |
| 2025 | 第30回クリティクス・チョイス・アワード             | 撮影賞                                 | グリーグ・フレイザー                          | ノミネート |
| 2025 | 第30回クリティクス・チョイス・アワード             | 編集賞                                 | ジョー・ウォーカー                            | ノミネート |
| 2025 | 第30回クリティクス・チョイス・アワード             | 美術賞                                 | パトリス・ヴァーメット                        | ノミネート |
| 2025 | 第30回クリティクス・チョイス・アワード             | 衣装デザイン賞                         | ジャクリーン・ウェスト                        | ノミネート |
| 2025 | 第30回クリティクス・チョイス・アワード             | メイクアップ＆ヘアスタイリング賞       | デューン 砂の惑星 PART2                       | ノミネート |
| 2025 | 第30回クリティクス・チョイス・アワード             | 視覚効果賞                             | デューン 砂の惑星 PART2                       | 受賞       |
| 2025 | 第30回クリティクス・チョイス・アワード             | 作曲賞                                 | ハンス・ジマー                                | ノミネート |
| 2025 | 視覚効果協会賞                                     | 視覚効果賞                             | デューン 砂の惑星 PART2                       | ノミネート |
| 2025 | 視覚効果協会賞                                     | 背景賞                                 | デューン 砂の惑星 PART2                       | 受賞       |
| 2025 | 視覚効果協会賞                                     | バーチャル撮影賞                       | デューン 砂の惑星 PART2                       | 受賞       |
| 2025 | 視覚効果協会賞                                     | 効果シミュレーション賞                 | デューン 砂の惑星 PART2                       | 受賞       |
| 2025 | 視覚効果協会賞                                     | モデル賞                               | デューン 砂の惑星 PART2                       | ノミネート |
| 2025 | 視覚効果協会賞                                     | 合成・照明賞                           | デューン 砂の惑星 PART2                       | 受賞       |
| 2025 | 視覚効果協会賞                                     | イマージングテクノロジー賞             | デューン 砂の惑星 PART2                       | ノミネート |
| 2025 | 全米脚本家組合賞                                   | デューン 砂の惑星 PART2                | 脚色賞                                        | ノミネート |
| 2025 | 第97回アカデミー賞                                 | 作品賞                                 | デューン 砂の惑星 PART2                       | ノミネート |
| 2025 | 第97回アカデミー賞                                 | 撮影賞                                 | グリーグ・フレイザー                          | ノミネート |
| 2025 | 第97回アカデミー賞                                 | 美術賞                                 | パトリス・ヴァーメット                        | ノミネート |
| 2025 | 第97回アカデミー賞                                 | 録音賞                                 | デューン 砂の惑星 PART2                       | 受賞       |
| 2025 | 第97回アカデミー賞                                 | 視覚効果賞                             | デューン 砂の惑星 PART2                       | 受賞       |

- 作曲は前作に引き続きハンス・ジマーが担当しているが、アカデミー賞の規約では、「あらゆるメディアの続編やフランチャイズなどの場合、そのスコアは既存のテーマやフランチャイズの過去のスコアから借用した音楽を20％以上使用してはならない」とされているため、作曲賞の応募条件を満たしていないと報じられた。ジマーはバラエティ誌の取材に対し、「受賞のために音楽を作っているわけではない」とコメントしている[36]。
- 一方で、2025年1月2日、ニューヨークの全米監督協会で『デューン 砂の惑星 PART2』の上映会が行われた際、ドゥニ・ヴィルヌーヴは「率直に言って、私はハンスを除外するというアカデミーの決定に絶対に反対です。なぜなら、彼のスコアは今年最高のスコアの一つだと思うからです。私は天才という言葉をあまり使いませんが、ハンスは天才です。」と述べた[37]。
- 前回のアカデミー賞でドゥニ・ヴィルヌーヴが監督賞にノミネートされなかったことを受け、ガーニイ・ハレック役のジョシュ・ブローリンは「もし今回も再び同じことが起きれば、私は俳優をやめる」と語った。続けて「前作よりも良かったです。本作を観たとき、脳が破裂したような気がしました。傑作です。ドゥニ・ヴィルヌーヴは巨匠の一人です。アカデミー賞に何らかの意義があるのなら、彼は認められるだろう」と語った[38]。
- それを聞いたヴィルヌーヴは笑いながら「それは私に大きな責任を与えることになります。ありがとう、ジョシュ。恥ずかしいよ！つまり、もしジョシュが俳優を辞めると決めたら、そのことで彼と戦うのは私の責任になるんだ」と話し、締めくくるように「この映画は3月に公開されましたが、まだ人々の心に残っています。アカデミー賞の選考対象として検討されているという事実は、最高の賛辞です。私は賞のために映画を作っているわけではありません。何が起こるか様子は見てみますが、みんながそのことについて考え、話題にしてくれていることを光栄に思います」と語った[39]。